# Stolní počítač

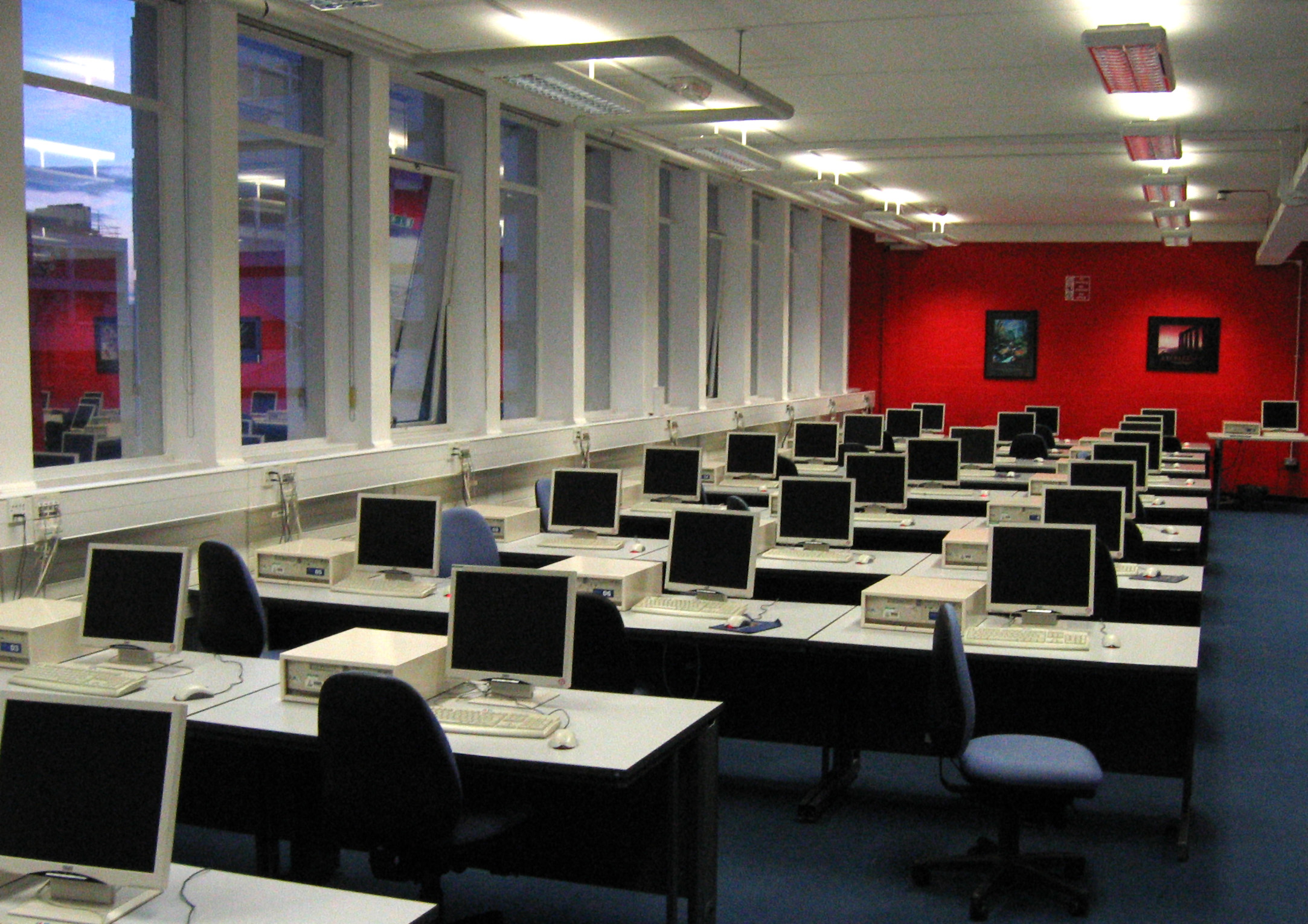
Počítačová učebna se stolními počítači s monitory

Stylizovaná ilustrace stolního osobního počítače, který se skládá ze skříně (obsahující základní desku a procesor), monitoru, klávesnice a myši

Stolní počítač či desktop je osobní počítač určený pro pravidelné používání na jednom místě na pracovním stole nebo v jeho blízkosti, a to vzhledem k jeho velikosti a nárokům na napájení. Nejběžnější konfigurace obsahuje počítačovou skříň, ve které je umístěn napájecí zdroj, základní deska (deska s plošnými spoji s mikroprocesorem jako centrální procesorovou jednotkou, pamětí, sběrnicí, některými periferními zařízeními a dalšími elektronickými součástmi), diskové úložiště (obvykle jeden nebo více pevných disků, SSD disky, optické mechaniky a v raných modelech i disketová jednotka). K tomu je připojena klávesnice a myš jako vstupní zařízení a dále monitor, či reproduktory a často i tiskárna sloužící pro výstup. Skříň může být orientována vodorovně nebo svisle a může být umístěna buď pod stolem, vedle něj nebo na něm, u nových malých modelů i zavěšena vzadu na monitoru. 
Výhoda stolního počítače spočívá v jeho „modularitě“, lze velmi jednoduše upravovat jeho konfiguraci, parametry (např. zvětšit paměť, přidat další disk, vyměnit monitor) a tím i výsledný výkon. Někdy se pojem používá jako synonymum pro jakýkoliv osobní počítač.

## Historie

### 1977–1982
První stolní počítače se začaly vyrábět v pozdních 70. a 80. letech 20. století, protože tehdy ještě nebyly dostupné žádné PDA ani notebooky. Prvním masově rozšířeným a úspěšným stolním počítačem byl počítač Apple II., který v roce 1977 představila firma Apple Computer. V roce 1982 pak přišel na svět první počítač typu „IBM kompatibilní“, s procesorem Intel 8086 a architekturou x86, k níž je (i přes spoustu dalších inovací) zachovávána zpětná kompatibilita doposud.

### 80. léta
Spolu se stolními počítači soupeřily různé koncepty počítačů. V 80. letech to byly 8bitové domácí počítače (typu Atari 800, ZX Spectrum, Commodore 64, …), které neměly zvláštní skříň a potřebnou elektroniku schovávaly pod klávesnicí; na přelomu 80. a 90. let je postupně vystřídaly počítače 16bitové (jako např. Atari 130, Amiga 500/1200/…).

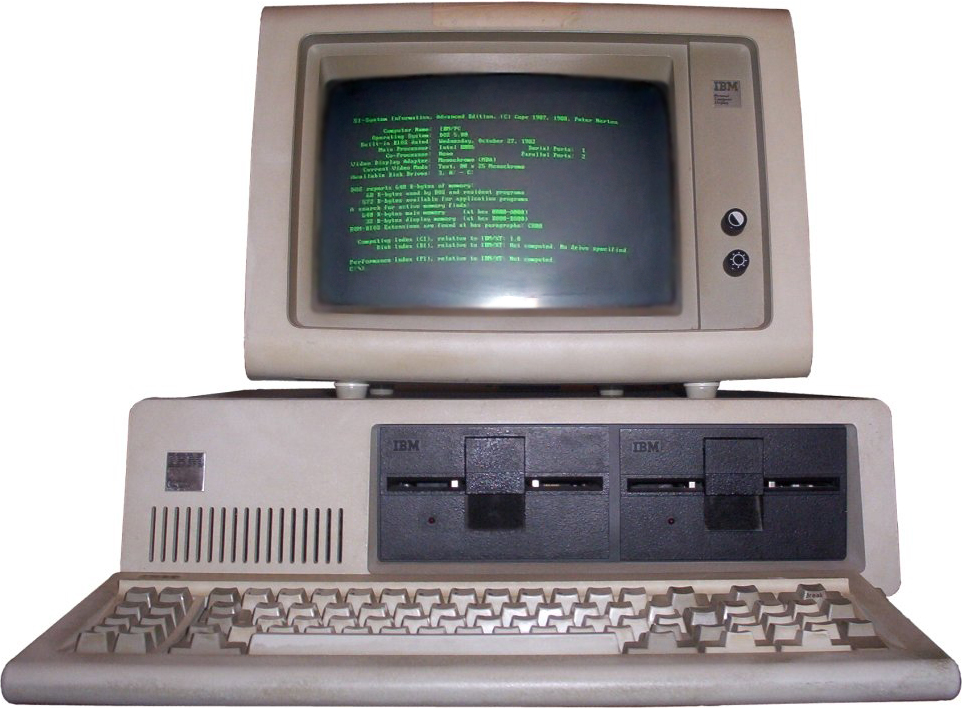
IBM PC (IBM 5150) se zeleným monochromatickým monitorem (IBM 5151) a operačním systémem MS-DOS 5.0

### Otevřený koncept
Tyto 8- a 16bitové počítače (stejně jako počítače Apple) byly zpravidla vyráběny centrálně jednou firmou, naopak osobní počítače (u nichž stolní podoba převládala) nabídly otevřený koncept, vznikly standardizované sloty a rozhraní, do nichž mohly být vloženy jiné než originální komponenty. Stolní počítač se stal konfigurovatelnou „skládačkou“, ve které se dalo vyměnit téměř všechno od zdroje, počítačové skříně, základní desky, chlazení, procesoru a koprocesoru, paměti, rozšiřujících karet až po periferní zařízení. Vznikly tak příležitosti pro spoustu dalších výrobců počítačových komponent a doplňků a spolu s tím rostl i počítačový průmysl. Tato otevřená strategie se nakonec ukázala úspěšnější než centralizovaná výroba počítače jednou společností od začátku až do konce, a stolní počítač tak úspěšně přežil éru 80. a 90. let. V tomto období také vznikly různé standardy, nejznámější z nich je AT, ze kterého se postupem času vyvinul moderní ATX.

### 90. léta
V polovině 90. let se konala druhá éra rozšíření stolních počítačů, díky masové marketingové kampani o jejich multimediálních možnostech. Druhá polovina 90. pak byla ve znamení neustálého zvyšování výkonu procesorů a grafické karty spolu s inovacemi v multimediálních rozšířeních instrukční sady leckterého nově uvedeného procesoru.

### 21. století
Od konce 90. let, spolu s další miniaturizací výrazně vzrostla výroba notebooků a v 1. dekádě 21. století sílila potřeba i móda být „mobilní“ a „bezdrátový“. V třetím čtvrtletí roku 2008 ve Spojených státech amerických prodej notebooků překonal prodej stolních počítačů a přibližně ve stejné době nastoupily netbooky, tablet PC, APU a  další globální trendy – např. hybridní zařízení kombinující počítač s mobilním telefonem nebo možnostmi satelitní navigace, spolu s mobilitou tendence snížit TDP, být ekologičtější atd. Stolní počítače jsou tedy nyní zanechány v kvantitativní menšině, ale stále mají své místo v podobě serverů a pracovních stanic v profesionálních pracovištích, případně jsou stále oblíbené mezi nadšenci a počítačovými hráči.